# 744. grenadirski polk (Wehrmacht)
744. grenadirski polk (izvirno nemško 744. Grenadier-Regiment; kratica 744. GR) je bil pehotni polk Heera v času druge svetovne vojne.

## Zgodovina
Polk je bil ustanovljen 15. oktobra 1942 za potrebe 711. pehotne divizije in uničen decembra 1944. 